# Lycodon gammiei
Lycodon gammiei är en ormart som beskrevs av Blanford 1878. Lycodon gammiei ingår i släktet Lycodon och familjen snokar. Inga underarter finns listade i Catalogue of Life.
Arten förekommer i nordöstra Indien i delstaterna Darjeeling, Arunachal Pradesh och Sikkim samt i Bhutan. Honor lägger ägg.